# Isoforme
Dans le domaine de la biologie cellulaire, les isoformes d'une protéine sont les différentes formes qu'elle prend lorsqu'elle est issue d'un même gène. Le processus impliqué à la formation des isoformes s'appelle épissage alternatif.

## Principes
Les protéines isoformes issues de la traduction d'un même gène ont des séquences peptidiques proches, mais se différencient par l'ajout ou la perte d'une partie de leurs séquences en acides aminés. 

De même, une modification de la séquence peut même avoir lieu dans le cas d'un décalage du cadre de lecture (frameshift). Ces phénomènes sont la plupart du temps dû à un épissage alternatif qui supprime ou ajoute la traduction d'un ou plusieurs exon(s) du gène considéré. Elles peuvent aussi résulter de l'expression de plusieurs gènes homologues dont leurs séquences ont divergé (allèle).

De ce fait, la fonction biologique de ces différentes isoformes peut être légèrement différente en fonction de la modification de séquence. Les modifications post-traductionnelles issues de ces différentes isoformes peuvent aussi influer sur les changements d'activité biologique de la protéine.

## Enjeux
Certaines isoformes de protéines importantes (hormone, récepteur ou enzymepar exemple) peuvent être impliquées dans certaines maladies,

## Exemple
Les groupes sanguins A, B et O sont l'expression (phénotype) d'un même gène, noté I.